# Llista de Creus de Sant Jordi/1995/Entitats

#### Entitats
Informació actualitzada per un bot. Els canvis manuals es perdran quan s'actualitzi!
| Entitat                                       | Wikidata  | Descripció                                                                                  | Imatge |
| --------------------------------------------- | --------- | ------------------------------------------------------------------------------------------- | ------ |
| Institut Guttmann                             | Q2037791  | hospital a Catalunya                                                                        |        |
| Mutual Mèdica de Catalunya i Balears          | Q6034883  |                                                                                             |        |
| Amical de Mauthausen                          | Q8197339  | associació catalana de víctimes i supervivents dels camps de concentració i extermini nazis |        |
| Col·legi de Periodistes de Catalunya          | Q8347721  | col·legi professional                                                                       |        |
| Centre Excursionista Els Blaus                | Q11913445 |                                                                                             |        |
| Club Infantil i Juvenil de Bellvitge          | Q11914264 |                                                                                             |        |
| Obra del Ballet Popular                       | Q11939202 | Entitat que fomenta la dansa popular catalana                                               |        |
| Societat Coral Obrera la Glòria Sentmenatenca | Q11950008 |                                                                                             |        |
| La Lira Ampostina                             | Q18062783 | societat musical, fundada l'any 1916 a Amposta                                              |        |
| Associació d'Amics de l'Arbre                 | Q20100299 |                                                                                             |        |
| Foment Martinenc                              | Q20100582 |                                                                                             |        |
| Institut de Reinserció Social                 | Q20100751 |                                                                                             |        |